# Харьковский художественный музей
Харьковский художественный музей (укр. Харківський художній музей) — государственный музей, одно из крупнейших собраний произведений изобразительного и прикладного искусства Украины.

## История
Харьковский художественный музей был основан в 1905 году и имел сначала название Городской художественно-промышленный музей. Во главе комиссии по комплектации нового музея стоял известный харьковский историк Д. И. Багалей.
В 1907 году по личной просьбе Багалея в дар музею И.Е Репиным был передан портрет генерала М. И. Драгомирова его работы.
В 1920 году музей носит название Церковно-Исторический музей. Его фонд составляли художественные ценности из Харьковского и Волынского епархиальных хранилищ и коллекции Харьковского университета.
В 1922 году был преобразован в Музей украинского искусства и разделён на 3 отделения: живописи, скульптуры и архитектуры. В отделении живописи были собраны образцы книжной графики, коллекция икон XVI—XIX столетий, а также портретная, пейзажная и жанровая живопись XVIII—XIX веков.
В 1930-е годы музей был закрыт для посещений.
В 1944 году он был вновь открыт под названием Музей украинского искусства; в 1949—1965 назывался Государственный музей изобразительного искусства, затем было принято нынешнее название.
В 2022 году здание музея пострадало во время российского вторжения. Из-за обстрелов были повреждены фасад здания, окна и витражи.

## Здание

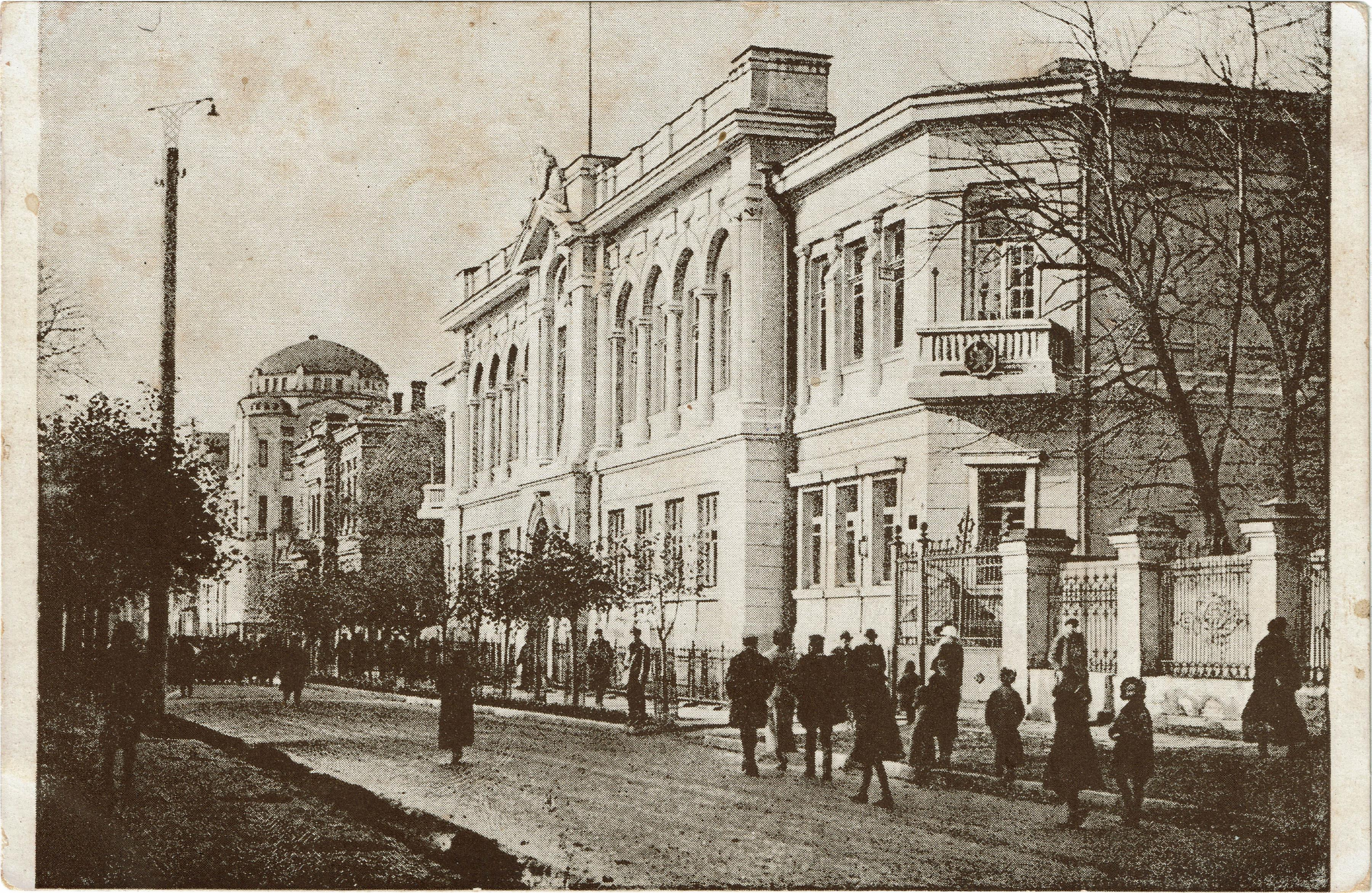
Здание Харьковского художественного музея, нач. XX ст.

Здание Харьковского художественного музея расположено по адресу: улица Жён Мироносиц, 11, г. Харьков (Киевский район). Оно было построено в 1912 году по проекту выдающегося русского архитектора, академика А. Н. Бекетова для промышленника И. Е. Игнатищева, владельца харьковского Ивановского пивного завода. Здание выдержано в классическом стиле с элементами барокко. После Великой Октябрьской революции и установления Советской власти в Харькове, в 1922—1928 годах здесь работал Совет Народных Комиссаров (СНК) Украины, во главе с председателем Совнаркома УССР В. Я. Чубарем. После переезда СНК в 1928 году в здание Госпрома в бывшем особняке Игнатищева находился Институт имени Т. Г. Шевченко (ныне — Национальный музей Тараса Шевченко в Киеве). В послевоенный период в этом здании разместился Харьковский художественный музей

## Собрание
В настоящее время в 25 залах Харьковского художественного музея экспонируются произведения дореволюционного русского и украинского искусства, искусства советского периода, западноевропейского искусства и декоративно-прикладного искусства XVI—XX веков. В собрании представлены работы выдающихся русских живописцев К. П. Брюллова, И. К. Айвазовского, И. И. Шишкина, В. И. Сурикова, В. Л. Боровиковского, Д. Г. Левицкого, Н. А. Ярошенко, В. Э. Борисова-Мусатова и др. В Харьковском художественном музее также находится крупнейшее на Украине собрание работ И. Е. Репина — 11 живописных полотен (среди них и знаменитое «Запорожцы пишут письмо турецкому султану», вариант 1889—1893 гг., переданный харьковскому музею из Государственной Третьяковской галереи в 1932 году) и 8 листов графики. Кроме этого, музей располагает богатой коллекцией известных украинских художников, в том числе Т. Г. Шевченко, С. И. Васильковского, П. Д. Мартыновича, М. А. Беркоса, М. С. Ткаченко, П. А. Левченко и др. Фонды музея насчитывают около 25 тысяч единиц живописи, графики, скульптуры, декоративно-прикладного искусства, находящихся здесь на хранении.

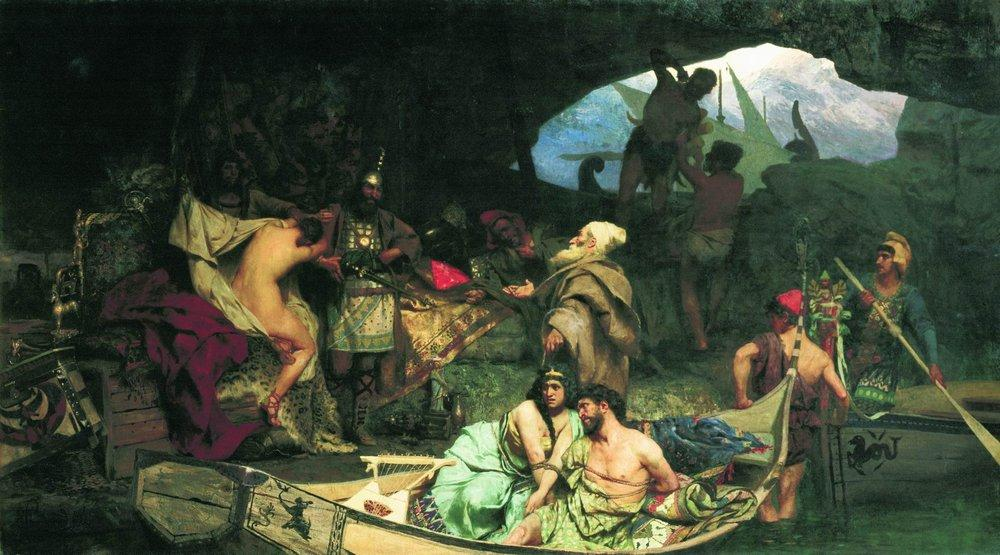
Генрих Семирадский, «Исаврийские пираты, продающие добычу», 1880
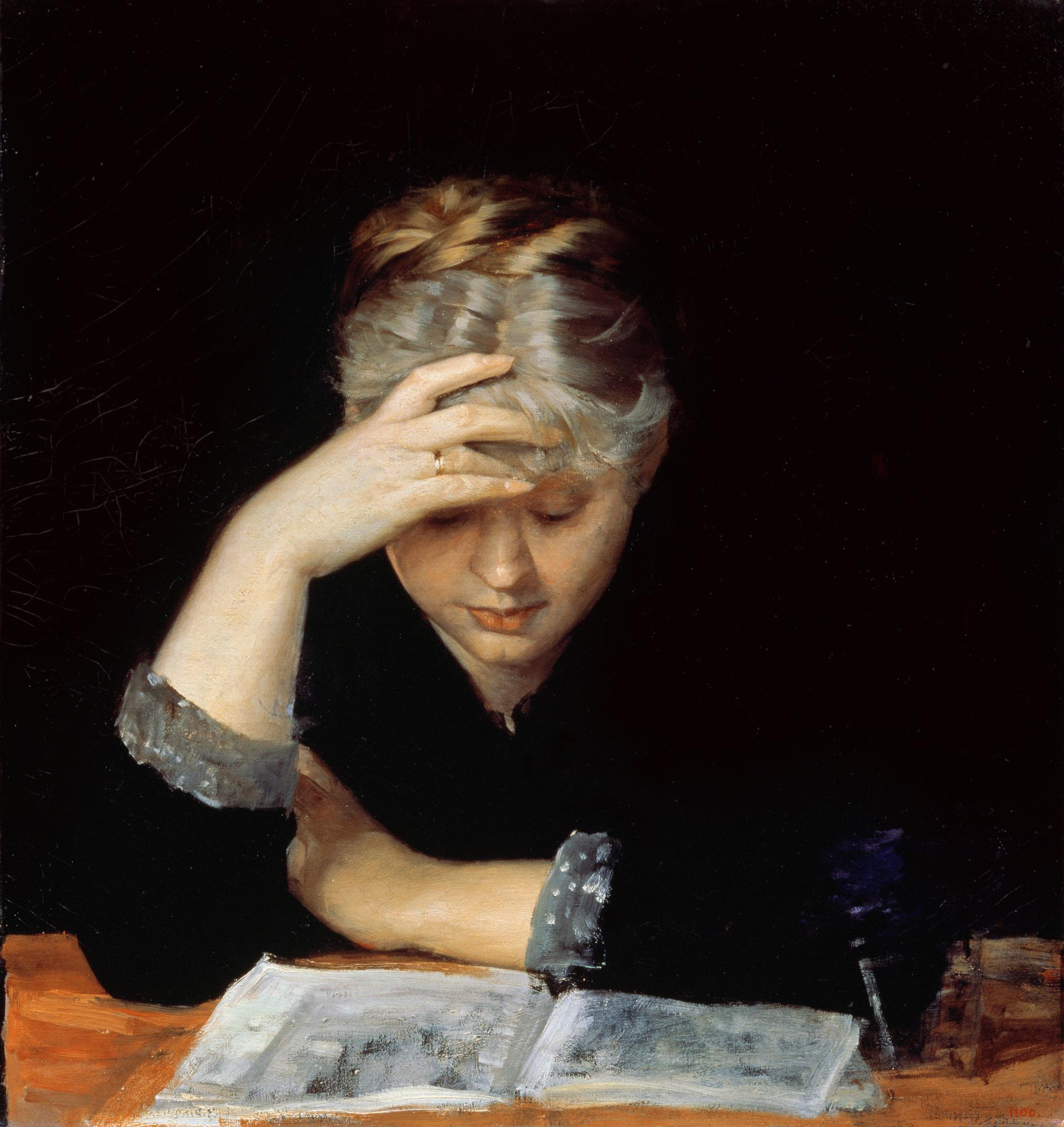
Мария Башкирцева. «За книгой», бл. 1882
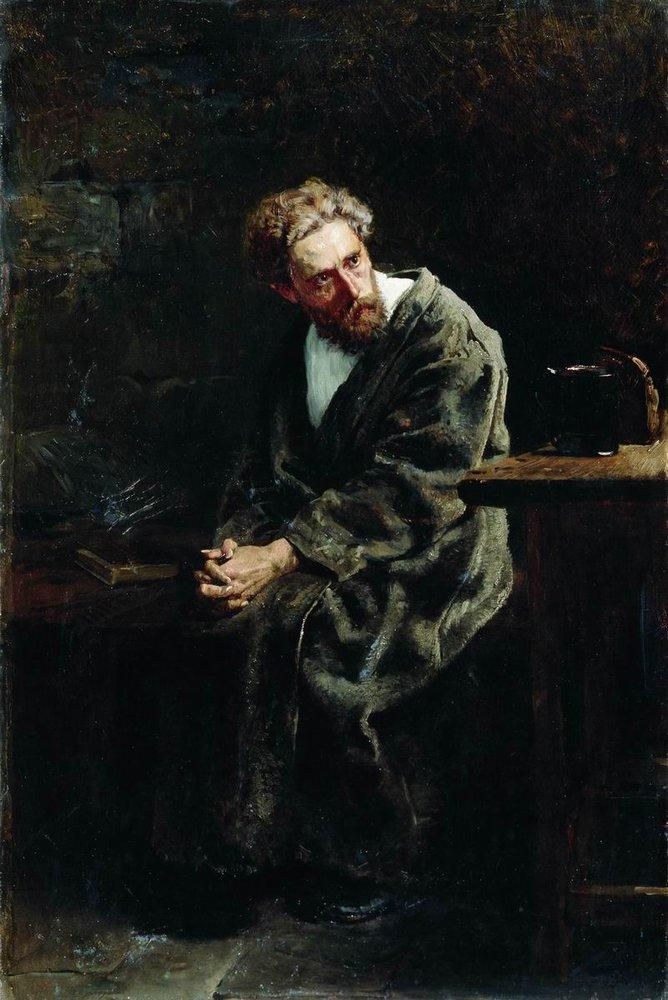
Владимир Маковский. «Узник», 1882
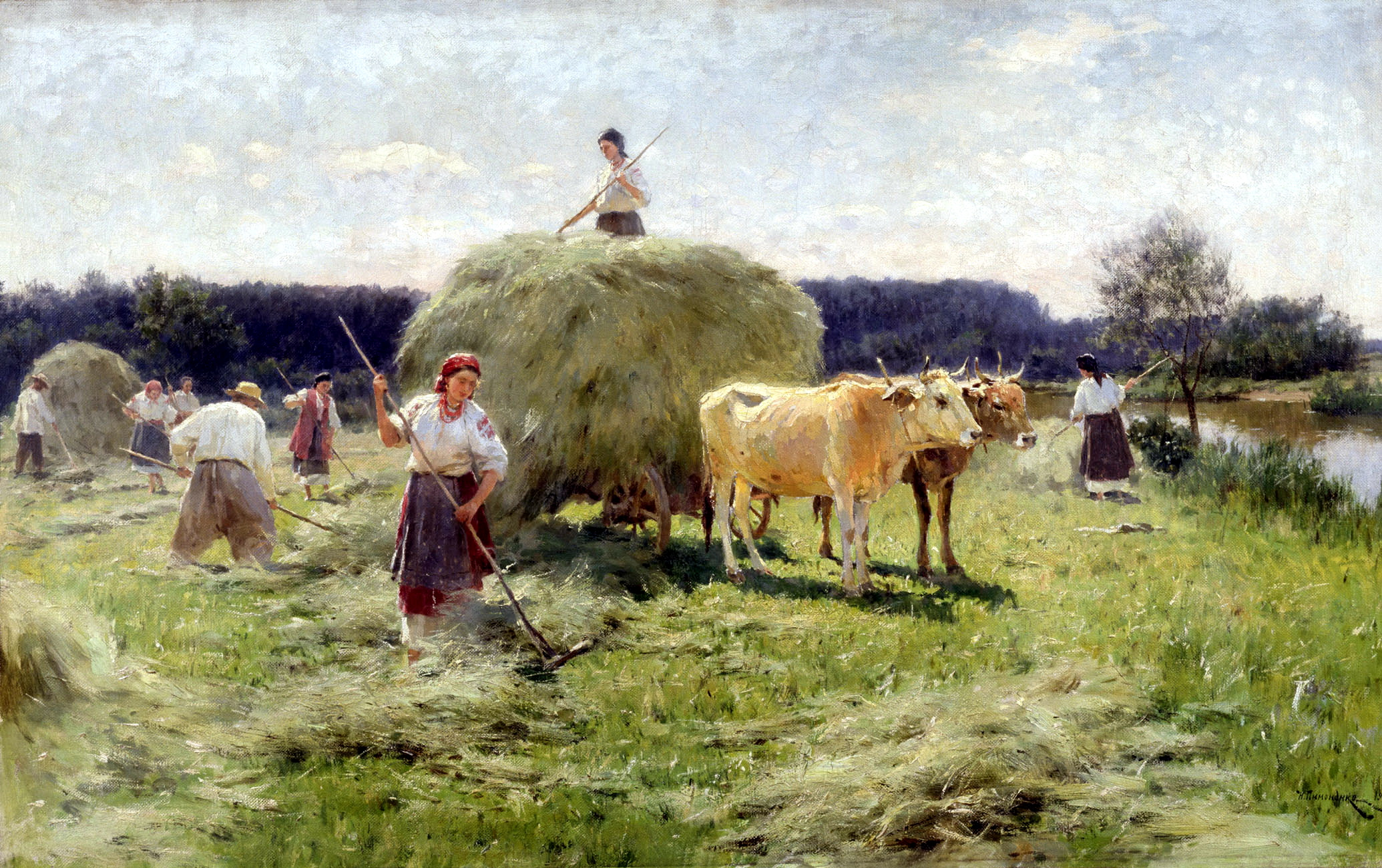
Николай Пимоненко. «Сенокос», бл. 1912
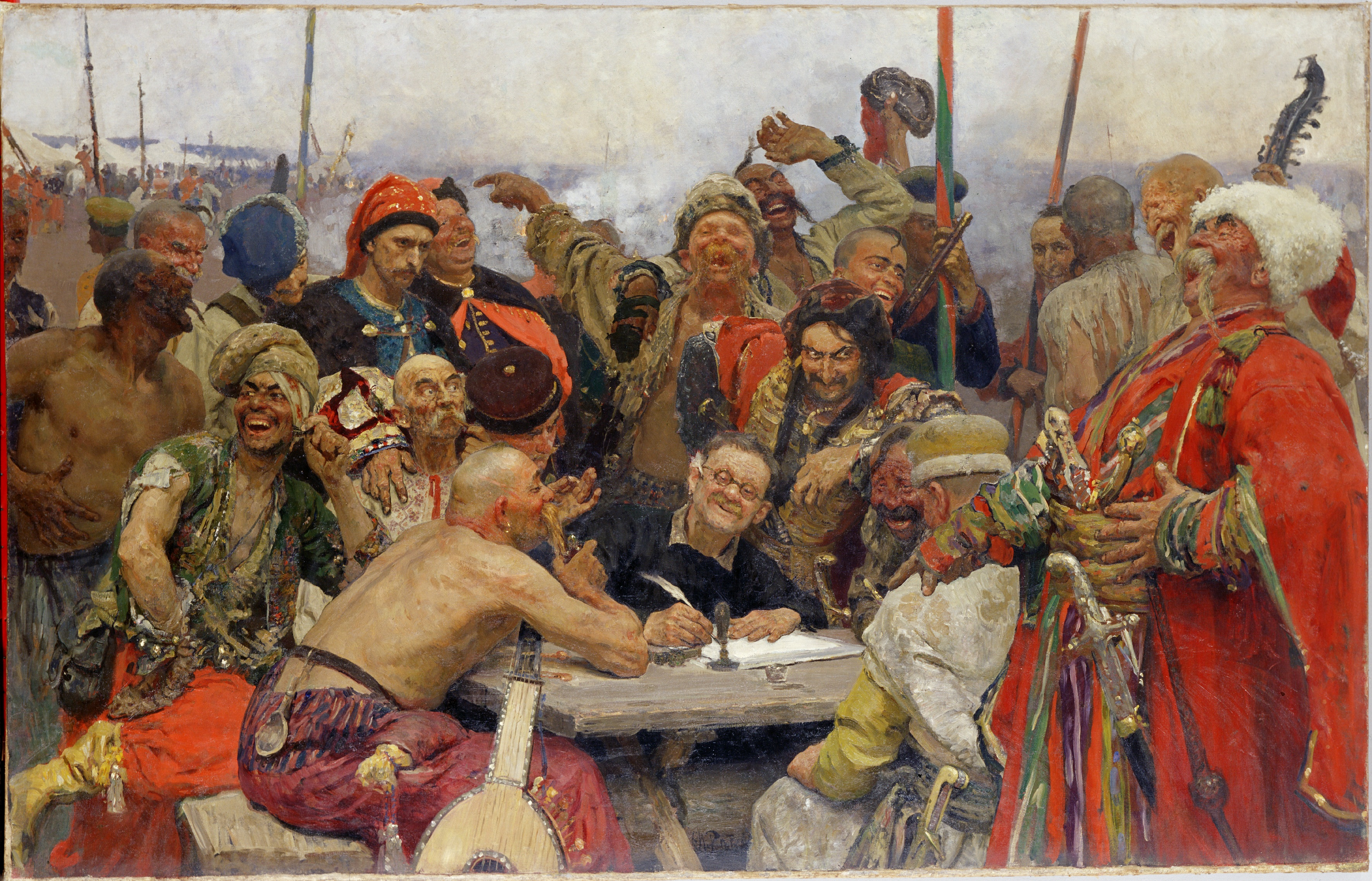
Илья Репин. «Запорожцы пишут письмо турецкому султану», 1893. Вторая версия картины
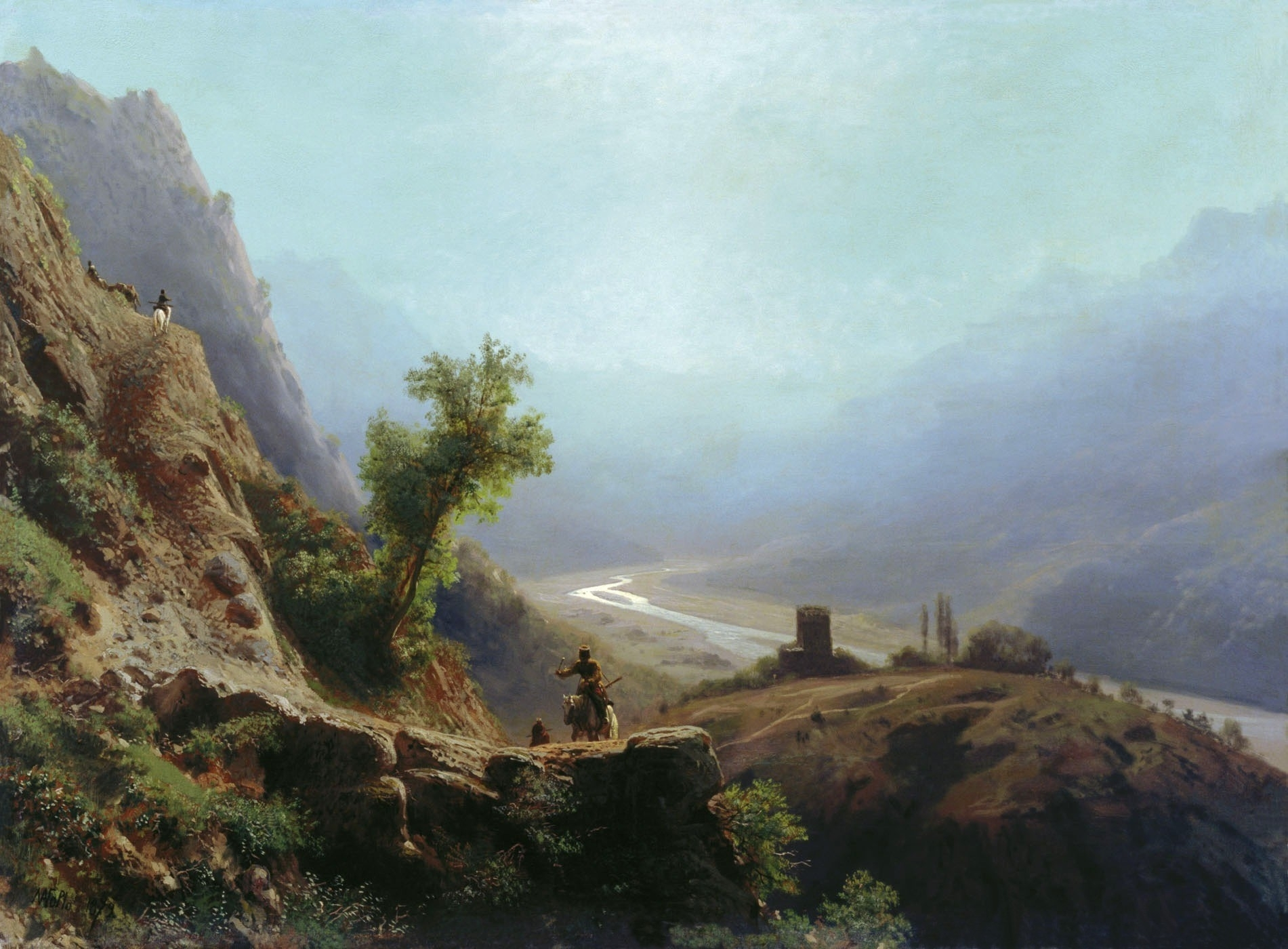
Лев Лагорио. «В горах Кавказа», 1879